# Santa Luzia (São Roque do Pico)
Santa Luzia é uma freguesia portuguesa do município de São Roque do Pico, na ilha do Pico, Região Autónoma dos Açores,  com 30,69 km² de área e 436 habitantes (censo de 2021). A sua densidade populacional é 14,2 hab./km².

## História
Esta localidade foi em 1617
elevada à categoria de freguesia, sob a invocação de Santa Luzia, tendo-se na altura construído uma ermida que durante 101 anos, até 1718, guardou a imagem da referida santa.
No dia de 1 de fevereiro de 1718 iniciou-se uma crise sísmica e eruptiva que destruiu praticamente tudo o que era construção humana e cobriu a terra com uma espessa camada de lava que se estendeu em grande largura e por uma extensão de nove quilómetros até ao mar, destruindo o templo então ali existente, datado de 1617 e dedicado à evocação da referida Santa Luzia. É esta Ermida de Santa Luzia que se encontra na génese da actual Igreja de Santa Luzia.
Este povoado que se estende desde o interior da ilha até à orla marítima é composto por várias localidades, como é o caso do Canto do Mistério, dos Mistérios de Santa Luzia, dos Fetais, do Lajido do Meio, do Meio Mundo, da Miragaia, da Ponta da Baixa, da Ponta Negra, da Rua de Cima, do Lajido, dos Arcos e do Cabrito, localizados estes junto ao mar.

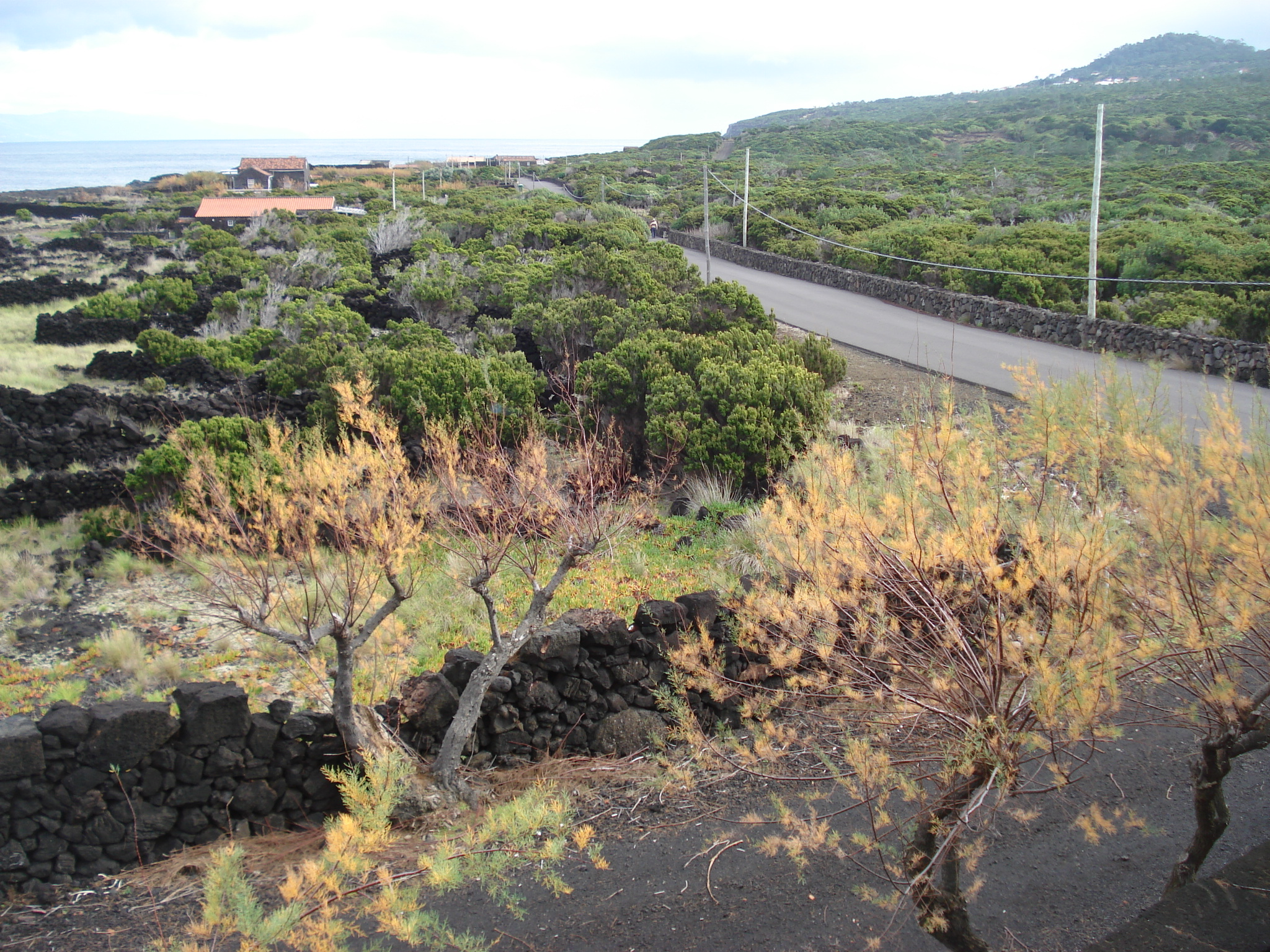
Paisagem de Santa Luzia, Salgueiros em 1.º plano e mata endémica da Macaronésia com povoamento por Erica azorica e Myrica faya em segundo plano (folhas mais escuras).

Nos lugares mais próximos da Beira-mar existem varias ermidas como é o caso da Ermida de Nossa Senhora da Pureza, cuja construção recua ao século XVII, a Ermida da Rainha do Mundo, cuja construção recua ao também ao século XVII, a Ermida de São Mateus da Costa cuja construção recua ao século XVIII.
Além destas construções a marca humana na paisagem da freguesia é ainda possível ver-se no Império do Divino Espírito Santo de Santa Luzia, fundado em 1721, na Igreja de Santa Luzia, cuja construção do templo inicial data de 1617, quando a localidade de Santa Luzia se constituiu como freguesia, a Ermida de São Domingos que já existia a quando do testamento feito em 1670 por Domingos Nunes da Costa ao seu filho padre, procurando assim desta forma onera-lo com as missas que se viessem a celebrar na ermida. A Ermida de São Vicente que data de 1746, o Porto do Cabrito e o Solar dos Salgueiros.
Esta localidade encontra-se registada nas erupções vulcânicas de grande amplitude ocorridas nos Açores, com registos eruptivos corridos em dois períodos históricos. Um no século XVI e outro no século XVII.
Em Santa Luzia localiza-se uma das Zonas da Cultura da Vinha da Ilha do Pico, neste caso a Zona Norte, onde ao longo de muitos séculos se produziu um dos mais famosos vinhos Verdelhos dos Açores, que era exportada para a Europa continental, chegando a encontrar-se à mesa dos czares da Rússia. Este vinho tenha o segredo da sua qualidade nas lavas negras, onde a pedra de cor preta e praticamente ausentes de terra eram fortemente aquecidas pelo cor do Sol, dando assim origem a este vinho licoroso elevando-lhe o teor alcoólico.

## Demografia
A população registada nos censos foi:
| Distribuição da População por Grupos Etários | Distribuição da População por Grupos Etários | Distribuição da População por Grupos Etários | Distribuição da População por Grupos Etários | Distribuição da População por Grupos Etários |
| -------------------------------------------- | -------------------------------------------- | -------------------------------------------- | -------------------------------------------- | -------------------------------------------- |
| Ano                                          | 0-14 Anos                                    | 15-24 Anos                                   | 25-64 Anos                                   | > 65 Anos                                    |
| 2001                                         | 62                                           | 66                                           | 253                                          | 91                                           |
| 2011                                         | 72                                           | 44                                           | 224                                          | 82                                           |
| 2021                                         | 72                                           | 36                                           | 243                                          | 85                                           |

## Património construído
- Império do Divino Espírito Santo de Santa Luzia
- Igreja de Santa Luzia
- Ermida de São Domingos
- Ermida de São Vicente
- Ermida da Rainha do Mundo
- Ermida de São Mateus da Costa
- Porto do Cabrito
- Solar dos Salgueiros

## Localidades
- Arcos
- Canto do Mistério
- Fetais
- Lajido
- Lajido do Meio
- Meio Mundo
- Miragaia
- Mistérios de Santa Luzia
- Ponta da Baixa
- Ponta Negra
- Rua de Cima